# Лодигін Олександр Миколайович
Олександр Миколайович Лоди́гін (6 (18) жовтня 1847, с. Стеньшино, тепер Петровського р-ну Тамбовської обл.— 16 березня 1923) — російський електротехнік, вважається одним з винахідників лампи розжарення.
Закінчив 1867 року Московське юнкерське училище. Винайшов у 1871 році (за іншими джерелами — у 1872; розбіжності ймовірно викликані вжитком дати першої публікації чи першої демонстрації) лампу розжарення з вугільним стрижнем, на яку одержав (1874) привілей в Росії. Винаходом зацікавилося російське адміралтейство, яке планувало використовувати нову лампу для навігації. За винахід лампи Петербурзька АН присудила (1874) Лодигіну Ломоносовську премію у розмірі 50 тисяч рублів. В тому ж році Лодигін заснував електротехнічну компанію, яка у додаток до грошей премії залучила 200 тисяч карбованців капіталу інвесторів.
Перші лампи Лодигіна мали кілька важливих інновацій. По-перше, на відміну від попередників, вони були разраховані на те, щоб працювати від змінного струму. По-друге, Лодигін в якості елементу розжарювання використовував вуглець, а не платину, як попередники. По-третє, в лампах Лодигіна використовувався наповнювач з інертного газу, який подовжував термін дії лампи; Лодигін також експериментував із застосуванням вакууму, однак не зміг досягти необхідних значень для роботи лампи. Однак, компанія Лодигіна не змогла досягти прибутковості через поширення дугових ламп для маяків та збанкрутувала до 1878 року. Тим не менш, перша лампа Лодигіна довела можливість використання розжарювання для освітлення та часто згадувалася послідовниками в якості прикладу, який вони намагалися покращити; коли ж у 1879 в США з'явилася лампа розжарювання Едісона, сучасники часто називали її «лампою Лодигіна, доведеною до комерційного вжитку» — вона мала більш хімічно чисті спиралі, вживала вакуум, та працювала більш надійно через те, що була розрахована на постійний струм.
В подальшому Лодигін запатентував лампу розжарення в Австрії, Великій Британії, Франції, Бельгії та США.
У 1895 році Лодигін одружився з Альмою Теодорою Шмідт в Піттсбурзі.
В 1890-х роках Лодигін створив кілька типів ламп розжарення з металевою ниткою. Конструював також електричні печі для плавки металів і руд, досліджував проблеми електричної тяги й електрифікації кустарної промисловості тощо. Брав участь у заснуванні електро-технічного відділу Російського технічного товариства і журналу «Электричество». З початку 1880-х років до 1905 і після 1916 працював за кордоном. 1917 року емігрував у США.
На відміну від лампи розжарювання з ниткою з вуглецю, патенти Лодигіна на лампи розжарювання з металевою ниткою не мали значного впливу на індустрію: Лодигін патентував лампи з комбінованим елементом розжарення, що складався з платинової нитки розжарювання та випромінюючим елементом з іншого металу: молібдену, осьмію, вольфраму тощо. Продаж цих патентів компанії Вестінгауз був викликаний попитом на схожі патенти через патентну війну навколо ламп з вольфрамовим елементом розжарення, що було винайдено у 1905 році, та не призвів до значних змін в індустрії.